# 蒂耶里堡区
蒂耶里堡区（法語：Arrondissement de Château-Thierry）是法国埃纳省所辖的一个区，主要包括该省南部。总面积1115.2平方公里，总人口70306，人口密度63人/平方公里（2018年）。主要城镇为蒂耶里堡。

## 辖区
蒂耶里堡区辖有108个市镇。